# Grabmal Heinrich Lenschau
Das Grabmal Heinrich Lenschau ist eine Erbbegräbnisstätte, die einen freistehenden, denkmalgeschützten Obelisken aus schwarzem Marmor umfasst. Es dient als Erinnerungsort für den Bürstenfabrikanten Heinrich Lenschau. Als Kleindenkmal ist es im Bützower Baudenkmalverzeichnis unter der Nummer 0269 verzeichnet. Das Grabmal befindet sich auf dem Friedhof der Evangelischen Kirchengemeinde in Bützow, im Landkreis Rostock, Mecklenburg.

## Grabmal

### Erscheinungsbild
Das Grabmal besteht aus einer großflächigen Granitplatte, vor der ein freistehender, nach oben verjüngter Obelisk aus schwarzem Marmor thront. Dieser erhebt sich beeindruckend drei Meter in die Höhe und besticht durch seine monolithische Form mit pyramidenförmiger Spitze. An der Stele sind (von unten nach oben) ein Grabspruch, eine Inschrift sowie ein Palmblatt angebracht, das als religiöses Symbol dient.

### Obelisk
Der Obelisk wurde in den Granitwerken August Schraep zu Rostock gefertigt.

### Kupferne Motive und Typografie
Die aus Kupfer gefertigten Buchstaben sowie das Palmblattsymbol wurden vom Hofklempnermeister Max Engel, einem Mitglied der ehemaligen jüdischen Gemeinde in Bützow, geschaffen.

## Biografie
Heinrich Ludwig Christoph Lenschau, geboren am 7. April 1842 in Bützow, war das uneheliche Kind von Heinrich Behrenstengel und Magdalena Marie Louise Lenschau, geborene Burmeister, verwitwete Schüler (1808–1876). Er besuchte die Bürgerschule in Bützow und begann 1856 eine Lehre als Bürstenbinder bei seinem Stiefvater Gottfried Lenschau in der Kirchenstraße 32. Nach einigen Wanderjahren und dem Militärdienst ließ sich Lenschau in Rostock nieder, wo er den Bürgereid ablegte und eine Bürstenmanufaktur in der Langen Straße gründete. 1876 zog es den Unternehmer in die damalige Reichshauptstadt Berlin. In Charlottenburg eröffnete er eine Fabrik, in der die Prozesse der Bürsten-, Pinsel- und Besenherstellung arbeitsteilig organisiert waren. Heinrich Lenschau gehörte zu den Pionieren der industriellen Fertigung, da er durch den Einsatz von Spreizankern und Stanzen die maschinelle Produktion von Bürsten aller Art neben der traditionellen Herstellung vorantrieb. Er verstarb am 10. Juli 1908 in Berlin-Charlottenburg. Auf seinen Wunsch hin wurde er in seiner Heimatstadt beigesetzt.

## Bützower Baudenkmal Nr. 0269
Dem Bützower Baudenkmal Nr. 0269 sind folgende Denkmale und Kleindenkmale untergliedert:
- Friedhof
- Friedhofskapelle
- Mausoleen
- Jüdischer Friedhof
- Ehrenfriedhof mit Mahnmal für Opfer des Nationalsozialismus
- Grabmal Ernst Mundt
- Grabmal Wilhelm Paschen und Frau
- Grabmal Heinrich Lenschau